# Ławy (Varsovie-ouest)
Pour les articles homonymes, voir Ławy.
Ławy [ˈwavɨ] est un village polonais, situé dans la Powiat de Varsovie-ouest et dans la voïvodie de Mazovie dans le centre-est de la Pologne.
Il se situe à environ 7 kilomètres au nord-ouest de Leszno, 13 kilomètres au nord-ouest d'Ożarów Mazowiecki (chef-lieu) et à 24 kilomètres au nord-ouest de Varsovie.
Le village a une population de 21 habitants en 2000.

## Histoire
De 1975 à 1998, le village appartenait administrativement à la voïvodie de Varsovie.